# Tilapia du Nil
Oreochromis niloticus
Espèce
Statut de conservation UICN

LC : Préoccupation mineure
Le Tilapia du Nil (Oreochromis niloticus) est une espèce de poissons d'eau douce de la famille des Cichlidae  et du genre Oreochromis.
Connu pour cacher ses petits dans sa bouche en cas de danger ou plus généralement pendant le début de leur vie, et crédité de plusieurs vies dans l'Égypte antique, le Tilapia du Nil était alors considéré comme un poisson bénéfique.

L'hiéroglyphe égyptien K1 de la liste de Gardiner le représente.
| K1 |

## Description et écologie
Le corps est comprimé et la tête petite. La nageoire dorsale contient 16 à 17 épines et 11 à 15 rayons mous. La nageoire anale a 3 épines et 10 à 11 rayons mous. La couleur des nageoires pectorales, dorsale et caudale pendant la saison de frai devient rougeâtre et la nageoire caudale possède de nombreuses lignes noires verticales caractéristiques, et présente à tous les stades de vie. Les mâles sont rose bleuâtre, parfois avec une gorge, un ventre, et des nageoires anales et pelviennes foncés ; les femelles sont généralement brunâtres, argentées/blanches dessous. Des barres verticales un peu plus sombres peuvent être réparties sur le corps. La taille maximale tourne autour de 55 cm pour 5 kg.

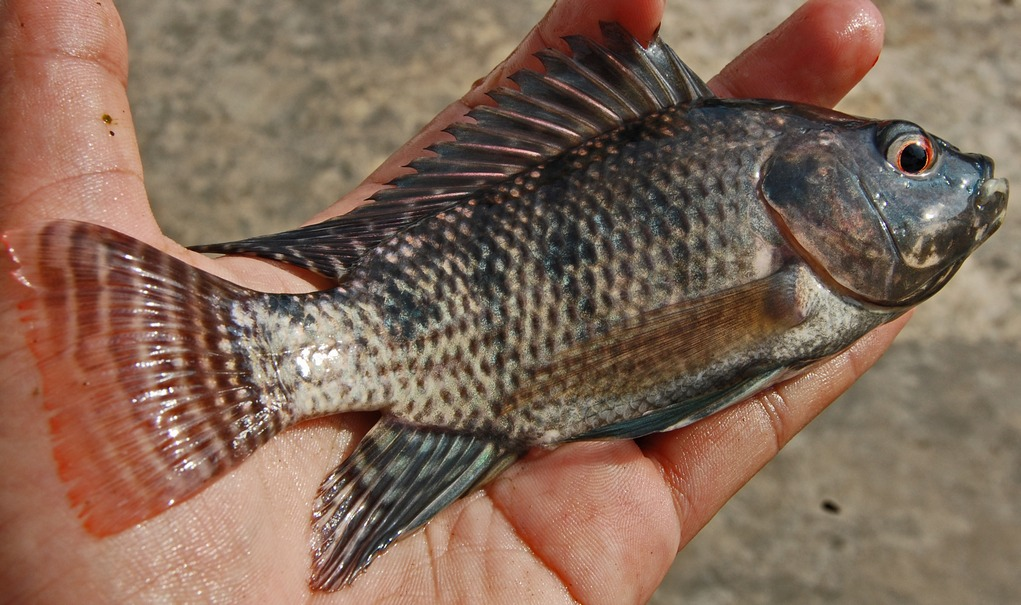
Tilapia mâle.

C’est un omnivore-brouteur, qui s’alimente d’invertébrés divers, de plancton, de petits poissons, de végétaux et de divers détritus biologiques. Lors de la reproduction, le mâle creuse un nid frayère, où la femelle pond, avant que les œufs soient fécondés. Les œufs sont ensuite récupérés par la femelle, qui incubent les œufs puis couvent les jeunes poissons un moment dans sa bouche.

## Répartition et habitat

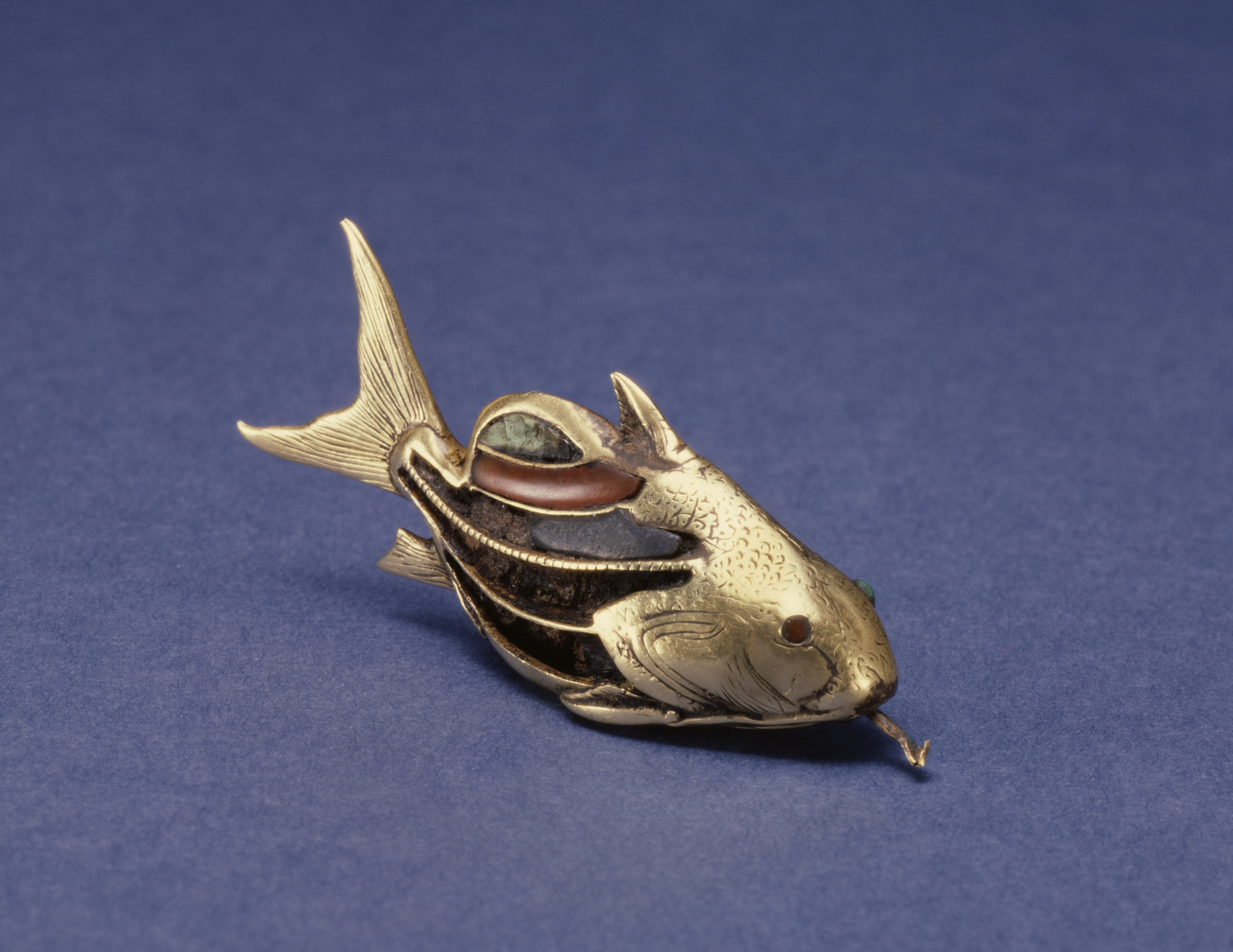
Amulette égyptienne du Moyen Empire figurant un tilapia.

Ce poisson est originaire de différents bassins d’Afrique : fleuves en Israël, le Nil, plusieurs grands lacs (Albert, Tana, Kivu, Tanganyika, Turkana, etc.). En Afrique de l'Ouest, sa répartition naturelle couvre les bassins du Sénégal, de la Gambie, de la Volta, du Niger, de la Bénoué et du Lac Tchad. Il a ensuite été largement introduit pour l’aquaculture au sein du continent, mais pas seulement (Asie de l’Est et du Sud-Est, Amérique latine et du Nord, archipels asiatico-océaniques, etc.). Le nombre de populations séparées et les manipulations génétiques faites sur cette espèce expliquent son grand nombre de sous-espèces.

## Le Tilapia du Nil, usages et conservation

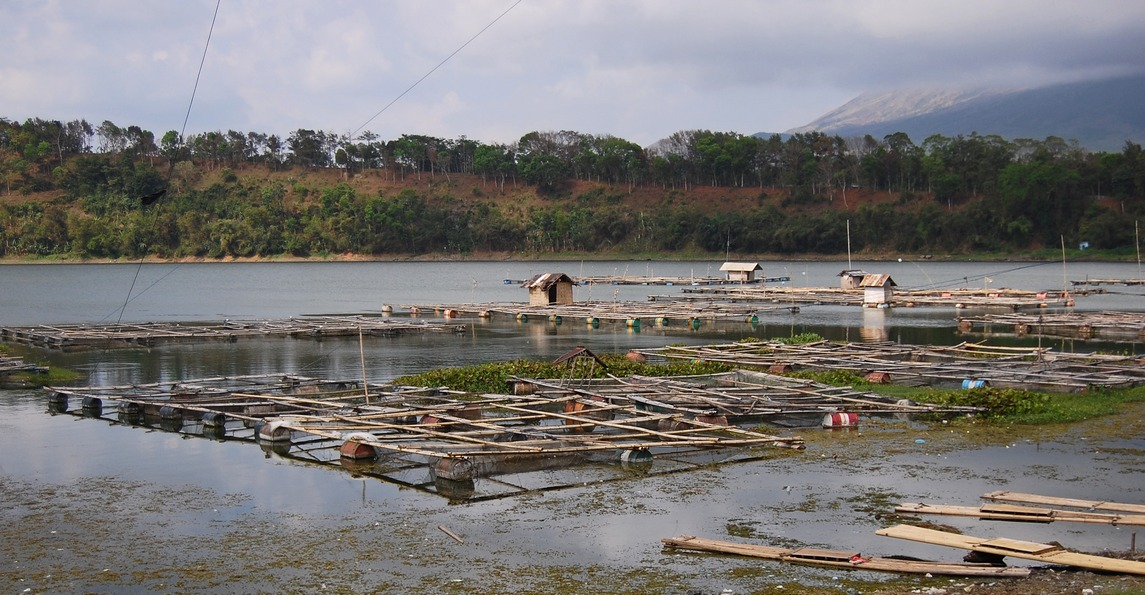
Élevage de tilapias en Indonésie, dans le Kabupaten de Lumajang.

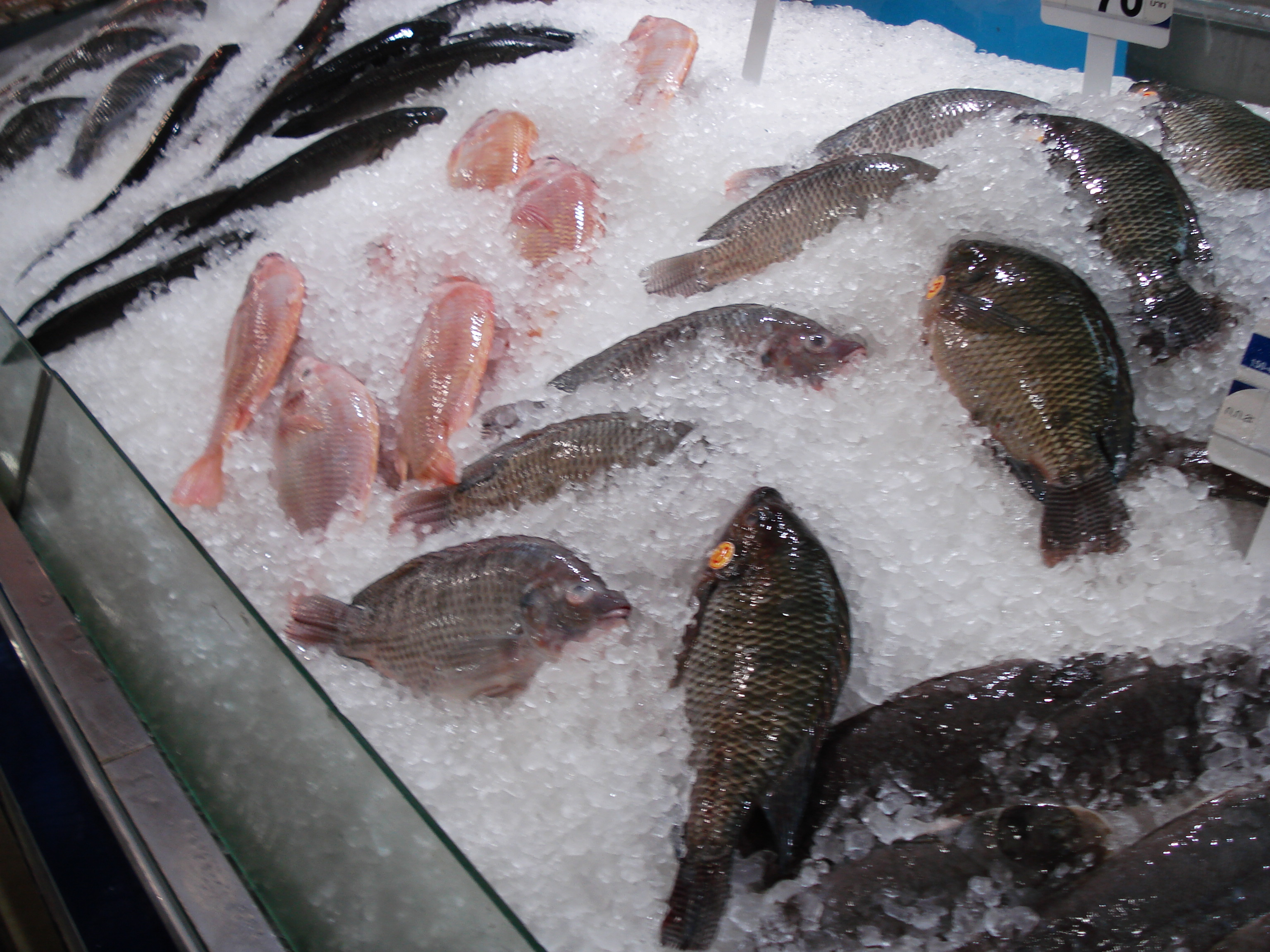
Tilapias du Nil en Thaïlande, supermarché d'Udon Thani

Appelé le « poulet de l'aquaculture » il est, en 2019, au rang 4 de la production annuelle d'élevage aquacole. 
Vu ses qualités gustatives et la rapidité de sa croissance, les populations locales le transplantent d'un point d'eau à l'autre, ce qui en fait l'espèce de poisson la plus invasive du monde. Malheureusement, ceci se fait au détriment des espèces indigènes qui sont supplantées. Plus rarement vu en aquariophilie.
Le marché économique mondial et les marchés locaux qui tournent autour de cette espèce sont phénoménaux et en croissance.
En termes de statut propre de conservation, l'espèce a été évaluée par l'UICN, et comme il pourrait sembler évident, celle-ci est en Préoccupation mineure.

## Liste des sous-espèces
Auparavant, selon FishBase l'espèce se divisait en 8 sous-espèces :
- Oreochromis niloticus ssp. niloticus (Linnaeus, 1758)
- Oreochromis niloticus ssp. baringoensis Trewavas, 1983
- Oreochromis niloticus ssp. cancellatus (Nichols, 1923)
- Oreochromis niloticus ssp. eduardianus (Boulenger, 1912)
- Oreochromis niloticus ssp. filoa Trewavas, 1983
- Oreochromis niloticus ssp. sugutae Trewavas, 1983
- Oreochromis niloticus ssp. tana Seyoum et Kornfield, 1992
- Oreochromis niloticus ssp. vulcani (Trewavas, 1933

### Note
Selon World Register of Marine Species (14 mars 2013) et NCBI (14 mars 2013):
- sous-espèce Oreochromis niloticus baringoensis Trewavas, 1983
- sous-espèce Oreochromis niloticus cancellatus (Nichols, 1923)
- Oreochromis niloticus niloticus (Linnaeus, 1758) ou Oreochromis niloticus

## Dimorphisme sexuel du Tilapia
Chez le Tilapia, le dimorphisme sexuel de la croissance est en faveur des mâles, qui croissent plus vite que les femelles.